# Bronia Vinicka

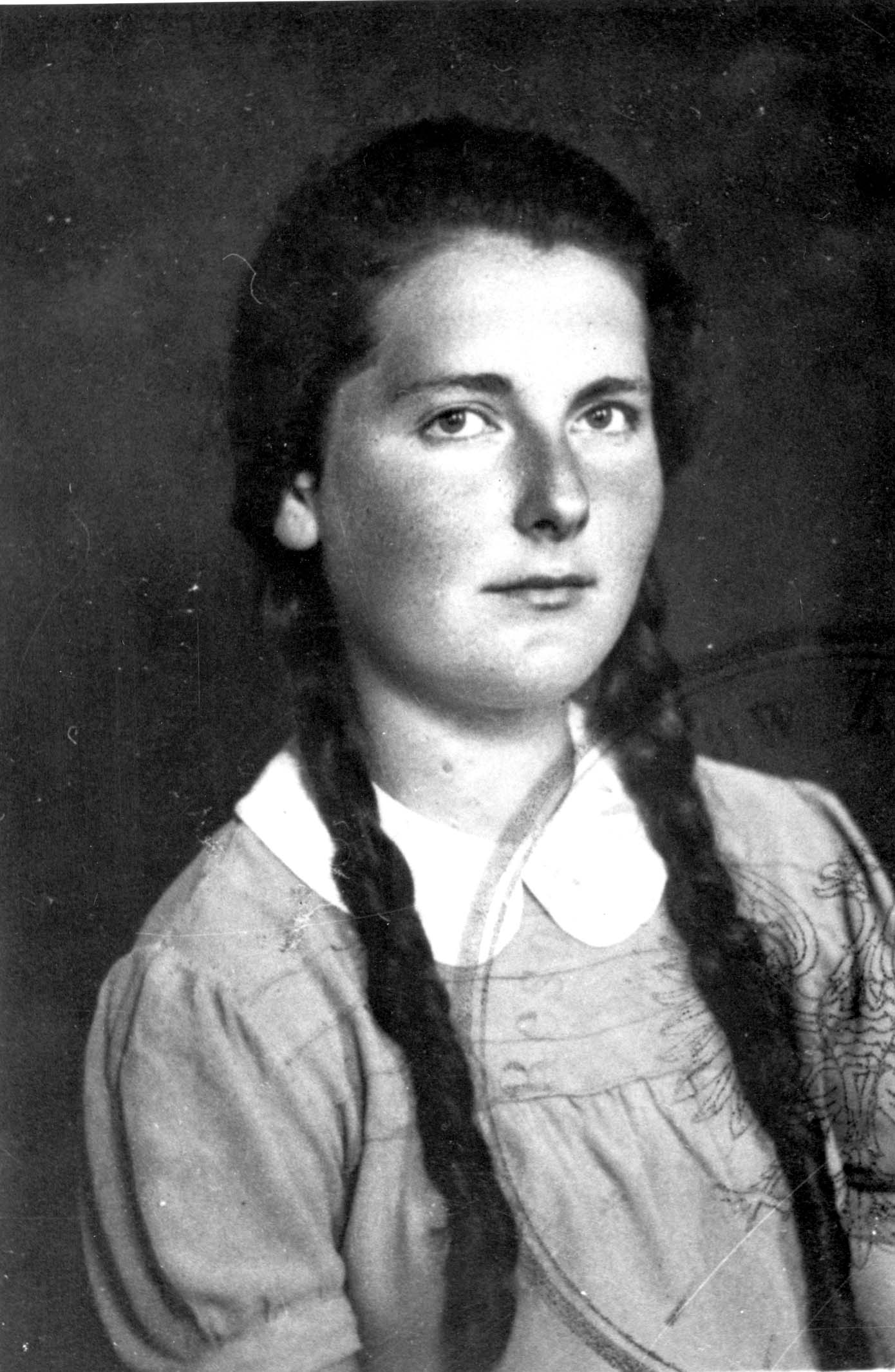
Bronia Vinicka

Bronia Vinicka, später Bronia Vinicka-Klibanski (24. Januar 1923 in Grodno – 23. Februar 2011) war eine Kashariyot, eine Botengängerin, die die Menschen in den Ghettos Grodno und Bialystok versorgte, später war sie Archivarin in Yad Vashem.

## Leben und Werk
Bronia Vinickas Eltern waren Bashia und Leib Vinitski. Sie hatte drei Geschwister, zwei jüngere Schwestern, Dvora und Shulamit, und einen deutlich jüngeren Bruder, Slalom. Ihre Mutter war vor der Hochzeit Schauspielerin und Sängerin am Jiddischen Theater und gab ihren Kindern die Liebe zur Jiddischen Kultur weiter, die Sehnsucht nach Palästina und die Bewunderung jüdischer Lieder. Als der Vater, ein Viehhändler, in der Wirtschaftskrise der frühen 1930er Jahren nahezu alle seine Kunden verlor, übernahm die Mutter weitgehend die Versorgung der Familie. Sie eröffnete einen Kiosk und verkaufte Obst und Süßigkeiten.

Als der neue Holzpavillon ihrer Mutter 1935 gerade genug abwarf für Bronias Violinstunden, trat ein antisemitischer Mob auf, aufgehetzt von der Regierung, und zerstörte die Existenzgrundlage der Familie. Bronia war zwölf Jahre alt und wollte nicht mehr in einem Land leben, in dem Juden gehasst werden. Sie beschloss, nach Palästina auszuwandern und trat der zionistischen Jugendorganisation Dror bei. 1941 besetzten die Deutschen Grodno, die Familie wurde ausgebombt. Dann mussten sie ins Ghetto übersiedeln, gemeinsam mit 30.000 anderen. Bronia war ein höfliches, aber selbstbewusstes Mejdalach, ein Mädel mit ausgeprägtem Gerechtigkeitssinn und einem hochintuitiven Sinn für das, was möglich war. Ihr Prinzip war, sich nicht zum Opfer machen zu lassen. „Von Anfang an habe ich Ihre Befehle nicht befolgt.“ 

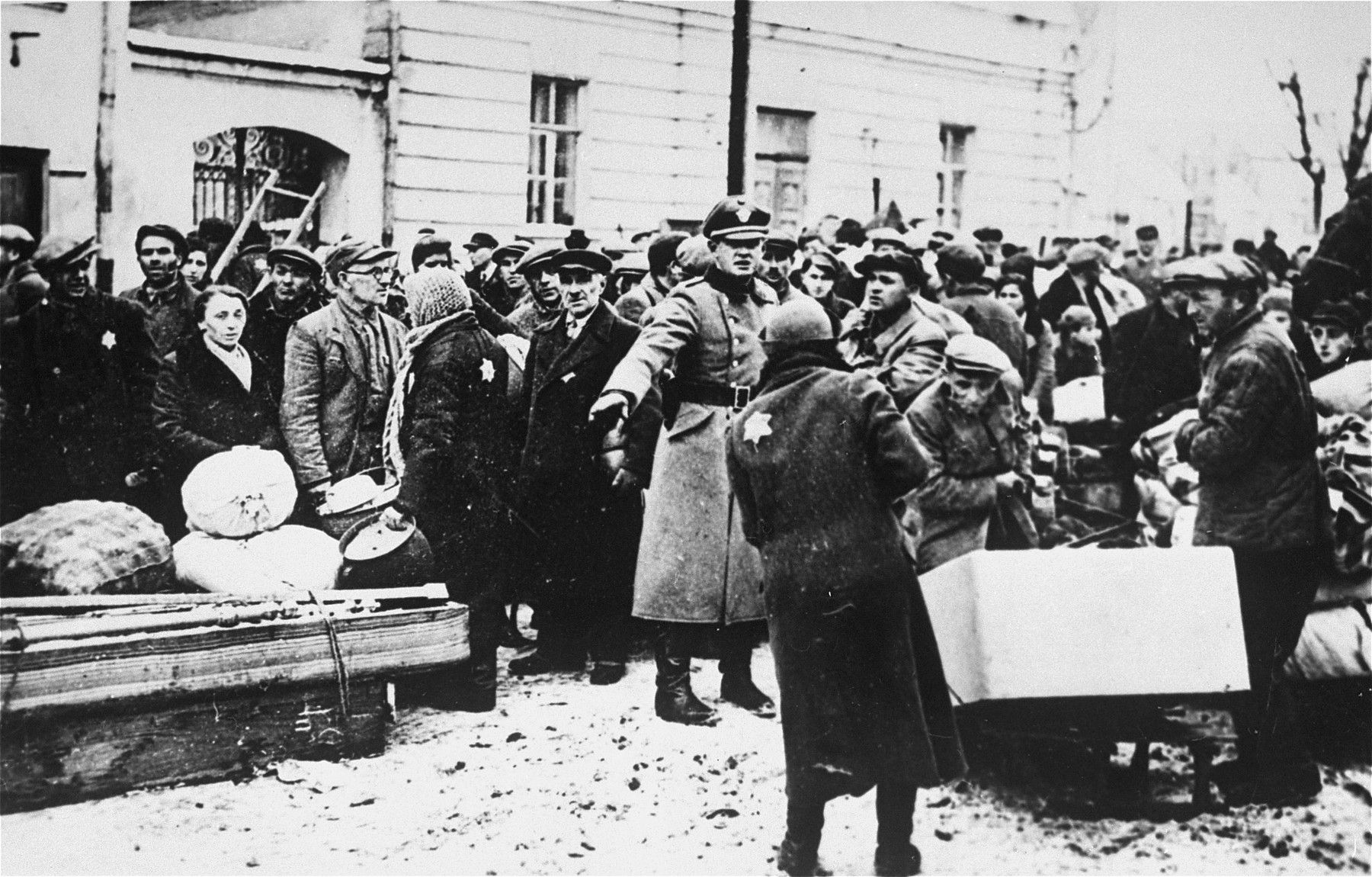
Ghetto Grodno

 Mit dieser Haltung und mit ihrem Aussehen, den blauen Augen, war sie prädestiniert für die Rolle der Kashariyot. Die Nationalsozialisten hatten die Rationen so berechnet, dass stets alle im Ghetto richtig Hunger litten – auch um den letzten Widerstand zu brechen. Täglich ging sie auf die Suche nach Essbarem, tauschte Leinen oder Kleidung gegen Nahrung. Juden, die außerhalb des Ghettos angetroffen wurden, mussten mit dem Tod rechnen. Aber Bronia sah nicht aus wie eine Jüdin und sie verhielt sich nicht so, wie sich SS-Männer eine Jüdin vorstellten. Sie hatte keinerlei Akzent und war absolut angstfrei. Sie baute sich einen Kundenstock innerhalb des Ghettos auf und einen anderen Kundenstock außerhalb und sie bewegte sich souverän auf beiden Seiten.
Einschneidend war die erste Begegnung mit Mordechai Tenenbaum, einem nationalen Führer der Dror, der im Januar 1942 nach Grodno kam und von ersten Massaker von Ponary berichtete, den Kontext analysierte und zum Schluss kam, dass die Nazis alle Juden ausrotten wollten. Von da an sah sie sich als Widerstandskämpferin. Einen Monat später sollte sie zu einem Nationalen Dror-Treffen nach Bialystok reisen. Ihr Charme und das schauspielerische Talent, welches sie offenbar von ihrer Mutter geerbt hatte, halfen ihr, die Fahrkarte von einem deutschen Offizier bezahlt und aufgrund einer guten Ausrede Einlass ins Ghetto Bialystok gewährt zu bekommen. Sie kehrte noch einmal für zwei Monate nach Grodno zurück und verabschiedete sich dann von den ihrigen. Im April 1942 versammelten sich Dror-Vertreter aus allen umliegenden Ghettos, sie waren alle unter Lebensgefahr angereist. Das Treffen wurde von Frumka Płotnicka geleitet, die aus Warschau angereist war, sie feuerte die Genossen an und mobilisierte Widerstandsgeist. Bronia erklärte sich bereit in Bialystok zu bleiben.

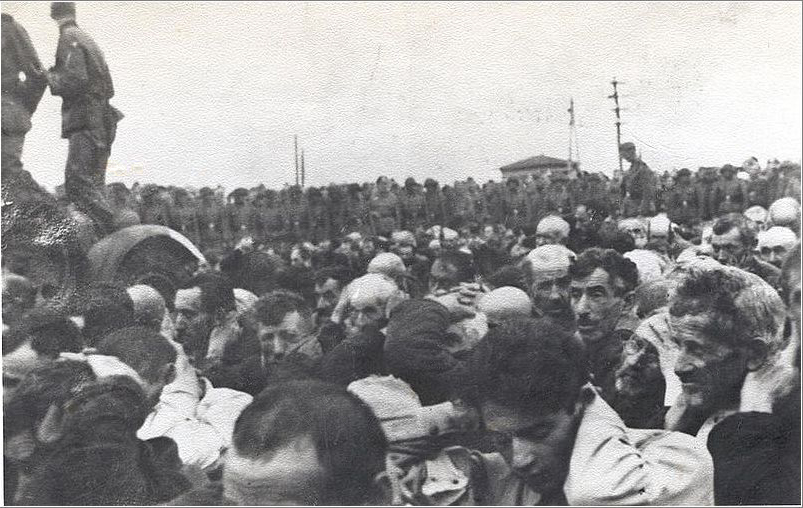
Liquidierung des Ghettos Bialystok

Im November 1942 wurde sie die Kashariyot für Tenenbaum und das Ghetto. Nahezu alle ihrer Vorgängerinnen waren enttarnt und verhaftet worden. Tenenbaum brauchte Waffen und nur sie konnte sie ins Ghetto reinschaffen. Sie schmuggelte hinein, was gebraucht wurde, und sie schmuggelte raus, was in Sicherheit gebracht werden musste, beispielsweise die Schriften Tenenbaums. Sie sicherte das Geheimarchiv des Ghettos Bialystok. Nach der Zerstörung des Ghettos setzte sie die Arbeit mit Partisanen fort, die sie mit all dem belieferte, was benötigt wurde.
Nach der Befreiung von Bialystok im Sommer 1944 lernte sie Michael Klibanski, genannt Mischa, kennen. Er hatte in der polnischen Armee gekämpft, war in die Sowjetunion geflüchtete und im Winter 1943 mittels Fallschirm in deutsch-besetztem Gebiet abgesetzt worden, um die Partisanen vor Ort zu unterstützen. Die beiden heirateten. Nach dem Untergang des NS-Regimes kehrte sie nach Warschau zurück und betreute Kinder, die durch die Shoah ihre Familien verloren hatten. Der Ehemann ging in die Schweiz, um seine Hüftverletzung aus den Kriegstagen kurieren zu lassen und Bronia setzte ihr Studium in Genf fort. 1950 erhielt sie ihren Abschluss. Danach waren die Eheleute drei Jahre in Zürich, wo Misha sein Doktorat in Ökonomie absolvierte und Bronka sich auf eine Karriere als Schauspielerin vorbereitete. 1953 emigrierte das Ehepaar nach Israel, sie wohnten fortan in Jerusalem. Bronka fand kein Theater, an dem sie andocken hätte können, und begann 1955 als Archivarin in Yad Vashem zu arbeiten. 1957 wurde Sohn Eli geboren. Sie blieb bis zur Pensionierung in Yad Vashem. Zu ihren Schwerpunkten zählten die Schriften von Mordechai Tenenbaum, das Untergrundarchiv des Ghettos Bialystok und Zeugenberichte. 2002 veröffentlichte sie einen Bericht über ihr Handeln in der Besatzungszeit, Ariadne.

## Veröffentlichungen
- 1958: “The Bialystok Revolt.”, in Yad Vashem Studies 2, S. 295–332
- 1983: Yalkut Moreshet 36, S. 32–39 (hebräisch)
- 1889: “Five Hundred Years of Jewish Settlement in Podlasie.”, in Studia Podlaskie 2 (polnisch)
- 1993: “Children in the Theresienstadt Camp.” in Yalkut Moreshet 54, S. 125–132 (hebräisch)
- 1995: “L’affaire du transfert de 1200 enfants du ghetto de Bialystok au camp de Theresienstadt.” in Le Monde Juif 155, S. 143–155
- 1998: “In the Ghetto and in the Resistance: A Personal Narrative.”, In Women in the Holocaust (Hrsg. Dalia Ofer und Lenore J. Weitzman), S. 179–186.
- 2002: Ariadne, Tel Aviv